# Apate perforata
Apate perforata is een keversoort uit de familie boorkevers (Bostrichidae). De wetenschappelijke naam van de soort is voor het eerst geldig gepubliceerd in 1833 door Schonherr in Dejean.